# Baró de Viver (metropolitana di Barcellona)
Baró de Viver è una stazione della Linea 1 della metropolitana di Barcellona.
La stazione è situata sotto il Nus de la Trinitat nel distretto di Sant Andreu di Barcellona.
La stazione è stata inaugurata nel 1983 con il prolungamento della L1 fino a Santa Coloma.